# یو جی-ته
یو جی-ته (کره‌ای: 유지태؛ زادهٔ ۱۳ آوریل ۱۹۷۶) بازیگر، کارگردان فیلم و فیلم‌نامه‌نویس اهل کره جنوبی است. یو جی-ته پس از مدتی فعالیت به عنوان مدل، حرفهٔ بازیگری خود را در سال ۱۹۹۸ آغاز کرد و سپس از طریق فیلم‌های حمله به ایستگاه گاز (۱۹۹۹) و همدردی (۲۰۰۰) به شهرت رسید. در سال‌های بعدی، او با همکاری با کارگردانانی مانند هور جین-هو در یک روز بهاری (۲۰۰۱)، پارک چان-ووک در اولدبوی (۲۰۰۳) و هونگ سانگ-سو در زن، آیندهٔ مرد است (۲۰۰۴) به رسمیت شناخته شد. یو جی-ته کارگردانی فیلم‌های کوتاه را در سال ۲۰۰۳ آغاز کرد، که در جشنواره‌های فیلم به خوبی مورد استقبال قرار گرفتند. اولین تجربهٔ کارگردانی فیلم بلند او، مای راتیما بود که در سال ۲۰۱۳ اکران شد.
از آثاری که او در آن‌ها نقش داشته‌است می‌توان به کابوس، اولدبوی، هوانگ جین یی، بانوی انتقام، خداحافظ جون، هیلر، خانه‌ای که جک ساخت و خانه کاغذی: کره – منطقه اقتصادی مشترک اشاره کرد.